# 星带颈须鳚
星带颈须鳚（学名：Entomacrodus caudofasciatus），又名尾帶間頸鬚鳚、尾帶犁齒鳚，为輻鰭魚綱鳚形目鳚科颈须鳚属的鱼类，俗名尾带间颈须鳚，分布於印度洋及太平洋，從安達曼群島至杜西群島，北至日本南部，南至可可群島、拉帕群島、密克羅尼西亞和馬紹爾群島海域，深度0至3公尺，本魚體延長，稍側扁，似圓柱狀，頭鈍短，頭頂無冠膜，頸部無葉片狀皮瓣，僅有一低皮褶，鼻鬚掌狀分支，眼上有觸鬚，背鰭與尾柄相連，體側具成對淺色橫帶以及5列成對黑點，頭部有不規則圖案，體長可達6.2公分，棲息在沿岸潮間帶岩石區，通常躲在洞穴中，當遇到驚嚇時會以跳躍方式離開，以藻類及碎屑為食。该物种的模式产地在印度洋圣诞岛。